# ABEMA 麻雀チャンネル
ABEMA 麻雀チャンネル（アベマ マージャンチャンネル）は、株式会社AbemaTVの運営するインターネットテレビ局「ABEMA」におけるチャンネルの1つ。その名の通り麻雀を専門に扱う。

## 概要
2016年3月1日、AbemaTV本開局前の先行配信から開設。同じく先行配信時点か開設された、「ABEMA NEWS」「ABEMA SPECIAL」「SPORTSチャンネル」「釣りチャンネル」と並んで、現存するチャンネルの中で最も歴史が古いチャンネルの1つ。全体プロデュースは塚本泰隆（将棋チャンネル兼務）。
AbemaTV運営のサイバーエージェント社長藤田晋は、麻雀のし過ぎで大学を留年するほどの麻雀ファンであり、「麻雀最強戦2014」では現役タイトルホルダーなどを抑えて優勝。それをきっかけにチャンネルを立ち上げ、藤田と藤田が招待したトッププロ雀士がリーグ戦を戦う「RTDリーグ」を開幕させた。
2018年には、藤田をチェアマンとして「Mリーグ」が開幕、麻雀チャンネルで全試合を配信。サッカーのJリーグのように、各スポンサー企業がチームを持ち団体戦を行う形式で、優勝賞金も5000万円（2025-26シーズンからは7000万円）と、今までの麻雀タイトルでも類を見ない規模の大会である。

## 配信されている主な番組

### Mリーグ
2018年の開幕シーズンから、全試合を生中継。
レギュラーシーズンは、大和証券が冠スポンサーとなり「大和証券Mリーグ（シーズン）」という名称で開催されている。試合は年末を除き毎週月・火・木・金曜日の19時から1日2試合を中継しており、稀に週末に中継する事がある（2022-23シーズン以降は週末における中継はなし）。また、開会式当日は17時半から中継している。
ファイナルシーズンは、朝日新聞社が冠スポンサーとなり、「Mリーグ 朝日新聞ファイナルシリーズ」→「朝日新聞Mリーグ（シーズン）セミファイナルシリーズ」「朝日新聞Mリーグ（シーズン）ファイナルシリーズ」の名称で開催。毎年3月から4月（2022-23シーズン以降は4月から5月）にかけて行われるセミファイナルとファイナルを全試合中継している。
試合が長引いて24時までに中継が終わらない場合、麻雀LIVEチャンネルでリレー中継を行う。その際は当日の実況担当者から麻雀LIVEチャンネルの案内を行い、表示されていない場合は、ブラウザでABEMAを再読み込みするか、ABEMAアプリを再起動するよう案内される。

### 麻雀最強戦
竹書房「近代麻雀」誌主催のタイトル戦。1989年度から実施されている、トッププロ・アマ・著名人などが参加するオープントーナメントで、2014年には藤田も優勝している。
また、2016年には「サイバーエージェントカップ2016」が、若手雀士8名を集め「最強戦ファイナル」への出場権をかけ、オリジナル番組として開催された。

### 各団体リーグ戦
2019年度より、一部の麻雀団体のトップリーグの生配信を開催中の毎週月〜水曜に開始した。2020年からは木曜も生配信している。
（配信スケジュールは2024年7月19日現在）
日本プロ麻雀連盟
最上位リーグの「鳳凰戦A1リーグ」が水曜午後4時から全日程を生配信している（順延の卓も全て生配信）が、対局後のインタビューは連盟チャンネルのみの生配信している（A2リーグも同様）。また、準最上位リーグの「同A2リーグ」はMリーグ全日程終了後の節の卓から次のMリーグ開幕前の節の卓まで火曜午後4時から生配信している。2021年からは鳳凰位決定戦、2022年からは十段戦の決勝と女流桜花決定戦、2023年からは連盟所属Mリーガー限定タイトル戦である紅龍戦の全日程、2024年からは十段戦ベスト8全卓をそれぞれ生配信している。
最高位戦日本プロ麻雀協会
最上位リーグの「最高位戦A1リーグ」について、大半の節の全卓と一部の節の配信卓を水曜正午から生配信している。「A2リーグ」についても一部の節の配信卓を金曜及び土曜の正午から生配信する場合もある。2021年からは最高位決定戦、2022年からは發王戦決勝も生配信している。
日本プロ麻雀協会
最上位リーグの「雀王戦A1リーグ」について、大半の節の一部卓を月曜を中心に正午から生配信している。2021年から雀王決定戦、2023年から女流雀王決定戦、2024年からは雀竜位決定戦もそれぞれ生配信している。
RMU
最上位リーグの「令昭位戦A1リーグ」について、リーグ一部の節を木曜中心で午後3時から、令昭位決定戦全節は開催日の午後1時から生配信している。
麻将連合
2022年から最上位リーグの「μリーグ」について、年に数回別日対局として木曜正午から配信してる他、将王決定戦も第2週と最終週を生配信している。
なお、日本プロ麻雀連盟の対局についてはニコニコチャンネルとOPENRECの連盟チャンネルでも有料生配信され、それ以外の3団体は大半の節を同じく麻雀スリアロチャンネルで有料生配信している。スリアロ関連のABEMA配信卓はニコニコチャンネルの麻雀スリアロチャンネルとOPENRECの麻雀プロ団体LIVEチャンネルでも生配信（タイムシフトは有料会員限定）されるが、ニコニコの配信対局と被った場合や次のスリアロ番組の都合上で途中終了した場合は後日、ABEMAの配信卓をOPENRECの麻雀プロ団体LIVEチャンネルで録画でかつ有料配信される。

### 麻雀スリアロチャンネル提供番組
麻雀スリアロチャンネルは先述の各団体（協会・RMU・麻将連合）トップリーグの他、各種麻雀大会を開催・配信しているが、その一部についてABEMAにて提供・配信している。
麻雀ウォッチ シンデレラファイト
最高位戦日本プロ麻雀協会・日本プロ麻雀協会・RMUの女流選手によるリーグ戦。2017年から開幕し、新進気鋭の選手によって争われる。尚、初年の2017年では女流トッププロも参戦していたが、2018年「女流トッププロによるリーグ戦」と位置づけられたプリンセスリーグが新設されたことで、以降は女流若手を対象としたリーグ戦となっていたが、2022年にサバイバルバトル形式の「麻雀ウォッチ シンデレラファイト」に改名。ABEMAでは準決勝以降を放送している。
Princess of the year
最高位戦日本プロ麻雀協会・麻将連合・日本プロ麻雀協会・RMUの女流トッププロによるリーグ戦。2018年より開幕し、タイトル経験者や団体上位リーグ在籍者などが参戦している。2020年より「麻雀ウォッチ プリンセスリーグ」から改称された。

### かつて放送された番組
RTDリーグ(2016-2018)→RTDトーナメント(2019)
選手団体の垣根を超えて、藤田晋が招待したトッププロが戦う長期のリーグ戦。2016・2017年シーズンでは、藤田自身も参戦した。2016年は全80試合のうち一部を配信、2017・2018年は全136試合すべてを配信した。
2019年に、Mリーグ開幕を受けトーナメント形式へ縮小、予備予選を含め全36試合を配信した。
RTD Girl's Fight!!!
2017年から、女流トーナメント戦として開幕。女流プロ・女性タレントにて争われた。
麻雀プロ団体日本一決定戦
2016年開催。各プロ麻雀団体8選手ずつで、1人16半荘・全128半荘を対局。8卓同時に行い、内1卓を「放送卓」として配信した（全16試合）。
のちに藤田によると、「参加者の消耗が激しいので、2年か4年に一回の開催予定」とのことだが、現在は開催されていない。
麻雀駅伝
2017年・2018年に開催。各プロ麻雀団体およびアマチュア連合チームが、6選手ずつで4日間各日で異なるルールで対戦する。
2018年は出場枠をかけた予選会も行われ、本戦最下位の団体は次年予選会からの参加となる。2019年には「Mリーグ駅伝」に引き継がれたが、2020年以降は開催されていない。
ALL STAR League
藤田・萩原聖人が中心となってプライベートで行っていた私設リーグの一部対局を、2019年から配信した。俳優・女優・お笑い芸人・タレント・将棋棋士・歌手といった、著名人で行われている（一部の参加者はプロ雀士も兼ねているが、藤田以外は芸能活動を行っている）。
新春オールスター麻雀大会
2019年に行われてた24時間生放送の新春麻雀大会。
日刊スポーツ杯争奪 スリアロトーナメント
プロ雀士・著名人によって行われる大会。2017年までは32名出場のトーナメント方式であった。2018年大会からは「日刊スポーツ杯 スリアロチャンピオンシップ」に名称変更し、32人によるワンデー大会を8回実施し、各回のチャンピオンを集めたグランドチャンピオン大会で年間チャンピオンを決定する。
1000万円争奪 麻雀＄ミリオネア
これまでニコニコやFRESH！で麻雀番組を配信してきたスリアロチャンネルの番組を、200番組AbemaTVに対して提供。その代わりに、藤田晋社長がスリアロチャンネルに個人スポンサーとなるが、そのスポンサード金額を番組で争った。